# Faculté de journalisme de l'université d'État de Moscou
La faculté de journalisme (Факультет журналистики Московского государственного университета им. М. В. Ломоносова) de l'université d'État de Moscou a été fondée en 1952 à partir du département d'études journalistiques formé en 1947 à la faculté de philologie de l'université de Moscou. Ses locaux se trouvent dans les bâtiments anciens de l'université de Moscou, rue Mokhovaïa, au centre de la capitale russe, de l'autre côté de la place du Manège, à deux pas du Kremlin. Son doyen actuel est Mme le professeur Elena Vartanova.

## Enseignement
La faculté dispose de quinze chaires, aussi bien pour la presse écrite, que pour la presse radiophonique, télévisuelle ou des nouveaux médias.
Parmi les enseignants actuels ou récents, l'on peut distinguer Iouri Batourine, Nikolaï Bogomolov, Oleg Lekmanov. plus de 15 000 étudiants ont été diplômés de cette faculté depuis l'origine, dont 600 étrangers et 300 spécialistes originaires de la CEI. C'est donc le principal établissement d'enseignement du journalisme en Russie.
Les chaires d'enseignement à la faculté sont les suivantes :
- Presse écrite périodique,
- Télévision et radio,
- Histoire du journalisme et de la littérature russes,
- Journalisme et littératures de l'étranger,
- Publicité et relations publiques,
- Matières relatives à la rédaction, à l'édition et à l'informatique,
- Critique littéraire et artistique et journalisme d'opinion[1],
- Histoire et droit des médias russes modernes,
- Techniques journalistiques et des moyens d'information,
- Sociologie journalistique,
- Stylistique de la langue russe,
- Théorie et économie des médias,
- Journalisme et communication de masse de l'UNESCO,
- Nouveaux médias et théorie de la communication,
- Langues étrangères

## Centres de recherche
La faculté de journalisme dispose de plusieurs centres de recherche relatifs au journalisme en Russie et à l'étranger:
- Centre ibéro-américain d'enseignement du journalisme et de la culture (Ибероамериканский центр изучения журналистики и культуры)
- Centre franco-russe d'études journalistiques (Франко-российский центр журналистики)
- Institut libre russo-allemand de journalisme (Свободный Российско-Германский институт публицистики)
- Centre d'enseignement des médias de Finlande et de Scandinavie Nordmédia (Центр по изучению СМИ Финляндии и Скандинавии "НордМедиа")
- Centre russo-japonais d'enseignement des médias et de la culture (Российско-Японский Центр по изучению СМИ и культуры)
- Centre italo-russe d'enseignement des médias, de la culture et des communications (Итало-российский центр изучения СМИ, культуры и коммуникации)
- Centre d'études journalistiques et des médias britanniques (Центр британской журналистики и СМИ)
- Centre russo-indien des médias (Российско-индийский центр СМИ)
- Centre russo-chinois de recherches d'études journalistiques, de la communication de masse et de la culture (Центр российско-китайских исследований журналистики, массовых коммуникаций и культуры)
- Centre de "gender studies" des moyens d'information et de communication de masse (Центр гендерных исследований средств массовой информации и коммуникации)
- Centre de média-psychologie (Центр медиапсихологии)